# Lauren Gibbs
Lauren Gibbs (ur. 2 marca 1984) – amerykańska bobsleistka, wicemistrzyni olimpijska, mistrzyni świata.

## Kariera
Największy sukces w karierze osiągnęła w 2020 roku, kiedy wspólnie z Kaillie Humphries zdobyła złoty medal w dwójkach podczas mistrzostw świata w Altenbergu. W tej samej konkurencji była też między innymi trzecia na rozgrywanych w 2016 roku mistrzostwach świata w Igls. Kilkukrotnie stawała na podium zawodów Pucharu Świata, pierwsze zwycięstwo odnosząc 6 lutego 2016 roku w Sankt Moritz. W lutym 2018 roku wraz z Elaną Meyers-Taylor zdobyła srebrny medal podczas igrzysk olimpijskich w Pjongczangu.